# یواس‌اس ال‌اس‌تی-۹۹۰
یواس‌اس ال‌اس‌تی-۹۹۰ (به انگلیسی: USS LST-990) یک کشتی بود که طول آن ۳۲۸ فوت (۱۰۰ متر) بود. این کشتی در سال ۱۹۴۴ ساخته شد.